# Parangipettai
Parangipettai là một thị xã panchayat của quận Cuddalore thuộc bang Tamil Nadu, Ấn Độ.

## Nhân khẩu
Theo điều tra dân số năm 2001 của Ấn Độ, Parangipettai có dân số 20.901 người. Phái nam chiếm 49% tổng số dân và phái nữ chiếm 51%. Parangipettai có tỷ lệ 75% biết đọc biết viết, cao hơn tỷ lệ trung bình toàn quốc là 59,5%: tỷ lệ cho phái nam là 81%, và tỷ lệ cho phái nữ là 69%. Tại Parangipettai, 12% dân số nhỏ hơn 6 tuổi.